# Yrjö Kilpinen

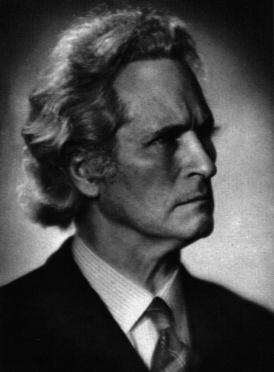
Yrjö Kilpinen.

Yrjö Henrik Kilpinen, född 4 februari 1892 i Helsingfors, död 2 mars 1959 där, var en finländsk tonsättare.

## Biografi
Kilpinen genomgick Helsingfors musikinstitut och studerade komposition i Wien och Berlin. Han har skrivit ca 600 sånger, präglade av personlig egenart, till texter av finska, tyska och svenska poeter. Bland de senare märks Ernst Josephson, Bo Bergman, Pär Lagerkvist, Gustaf Ullman och Anders Österling.
Karakteristiskt för Kilpinens komposition är de omsorgsfullt utarbetade ackompanjemangen. 
Kilpinens vänskap med höga tyska nazister, gjorde att han efter kriget blev mer eller mindre ”persona non grata” i Finland.
Han var gift med pianisten Margaret Kilpinen.